# Torretta (Legnago)
La frazione Torretta appartiene al comune di Legnago, in provincia di Verona, nella regione Veneto. Torretta dista circa 13 chilometri dal centro di Legnago cui essa appartiene ed è attraversata dal Canal Bianco.

## Storia
Il territorio su cui sorge la frazione di Torretta risulta abitato durante l'Età del Bronzo. A quell'epoca era prevalentemente coperto da bosco e da zone palustri presso le quali sorgevano villaggi arginati.
Su queste terre risiederono i paleoveneti che si incontrarono con popolazioni galliche ed etrusche e dal II secolo a.C. rientra nei territori conquistati dai romani. A partire da quel momento e per diverso tempo la zona godette di un periodo prospero sia per l'agricoltura che per l'artigianato e il commercio, dovuto al fatto che si trova in riva al fiume Tartaro e lungo il percorso della via Aemilia Altinate.
Dopo le forti migrazioni germaniche che assieme ad un tracollo economico e militare fecero scomparire l'Impero Romano d'Occidente nell'anno 589, la pianura veronese venne sconvolta da inondazioni che provocarono parte dello spostamento del fiume Adige. La zona del Basso Veronese e dell'Alto Polesine si trasformò in un luogo malsano e palustre e sulle poche terre sopraelevate si continuò a coltivare ed allevare bestiame.
Sicuramente sopra uno di questi paleoalvei sorsero le prime abitazioni di Torretta e verso la fine del 1300 su di un isolotto posto al centro del fiume Tartaro, venne eretta una fortificazione per controllare militarmente la zona e riscuotere il dazio. È sotto il dominio veneziano che la zona riconquista una certa importanza. Un documento risalente al 1445 attesta l'esistenza di una Croxeta Veneziana dipendente da Legnago.
Dopo il Trattato di Campoformio anche Torretta passa sotto il dominio austriaco. Nel 1854 per ordine del generale Radetzky iniziarono i lavori di bonifica delle Grandi Valli Veronesi, che terminarono nel 1928. Dopo aver conosciuto la tragedia delle due guerre mondiali e la distruzione della prima chiesa avvenuta il 23 aprile 1945, la comunità locale si adopera per ricostruire la frazione massacrata dai bombardamenti e, con il benessere economico degli anni '60 del secolo scorso, la frazione perde il suo aspetto rurale.

## La Torretta oggi
Oggi Torretta Veronese si trova all'estremo lembo del territorio legnaghese sul confine con la provincia di Rovigo. Cinta da ampi territori coltivati soprattutto a frumento, soia e altri cereali, è posta tra l'attuale corso del fiume Tartaro e lungo la sponda della fossa Maestra. La maggior parte della gente vive di agricoltura.